# Kamienica przy ulicy Reformackiej 3 w Krakowie
Kamienica przy ulicy Reformackiej 3 – zabytkowa kamienica znajdująca się w Krakowie, w dzielnicy I przy ulicy Reformackiej, na Starym Mieście.

## Historia
W XIV wieku wzniesiono na miejscu obecnej kamienicy oficynę tylną Kamienicy Przechodniej. W XVI wieku i ponownie w 1816 była ona przebudowywana. W 1905, podczas budowy nowej Kamienicy Przechodniej, oficyna została przebudowana na samodzielną kamienicę według projektu architekta Władysława Kaczmarskiego.
Budynek jest siedzibą krakowskiego oddziału Instytutu Pamięci Narodowej.
25 czerwca 1984 kamienica została wpisana do rejestru zabytków wraz z Kamienicą Przechodnią przy pl. Szczepańskim 6, której była kiedyś oficyną. Pomimo iż obecnie są to administracyjnie dwa budynki, w rejestrze nadal widnieją pod jednym wpisem.

## Architektura
Jest to budynek dwupiętrowy, siedmioosiowy. Posiada secesyjną fasadę wykonaną z czerwonej i białej cegły oraz elementów ceramicznych. Ma ona dekorację geometryczną oraz fryz z płaskorzeźbami przedstawiającymi słoneczniki i makówki oraz ukryte wśród nich ptaki. Fasadę wieńczy półokrągła attyka.